# Красная мечеть (Исламабад)
Кра́сная мече́ть (Лал-Масджи́д, урду لال مسجد‎) — одна из крупнейших мечетей Пакистана, расположена в Исламабаде.

## История
Красная мечеть была построена в 1965 году.
В 2007 году прихожане Красной мечети объявили о выходе из правового поля светского Пакистана и об установлении законов шариата. 4 июля началась осада. 9 июля в окрестностях мечети были убиты трое китайских рабочих, посещавших местный бордель. Штурм Красной мечети был предпринят 10 июля и повлёк гибель свыше 100 человек. По официальным данным пакистанских властей, в ходе спецоперации было убито 53 исламиста. Также погибли 10 пакистанских военнослужащих, преимущественно элитных подразделений коммандос.
6 июля 2008 года в 19:50 по местному времени возле Красной мечети взорвалась бомба, погибли двенадцать полицейских и четверо гражданских. Пакистанские официальные лица объяснили этот теракт местью исламистов за события годичной давности.